# ترفند (فیلم ۲۰۱۰)
ترفند (انگلیسی: Trick) یک فیلم کمدی دلهره‌آور لهستانی است که در سال ۲۰۱۰ منتشر شد.

## گزیدهٔ بازیگران
- پیوتر آدامچیک
- کارولینا گروشکا
- آندژی خیرا
- روبرت وینتسکیویچ
- ماریان جِـنجِـل
- آگنیشکا وارخولسکا
- ادوارد ژنتارا
- گراژینا شاپوووفسکا
- یژی ترلا
- یاتسک روزنک
- یواخیم لامژا
- ووکاش سیملات
- مارتا دامبروفسکا
- اریک لوبوس
- بارتوئومیئی توپا
- هنریک تالار
- الکساندر میکووایچاک

## جوایز
| جایزه | سال                | شاخه                         | دریافت‌کننده   | نتیجه |
| ----- | ------------------ | ---------------------------- | ------------- | ----- |
| ۲۰۱۰  | جشنواره فیلم گدنیا | بهترین موسیقی                | پاوئو میکیتین | برنده |
| ۲۰۱۰  | جایزه خروس زرین    | بهترین بازیگر مرد فیلم خارجی | پیوتر آدامچیک | برنده |